# Katholischer Weltverband für Kommunikation
Der Katholische Weltverband für Kommunikation (SIGNIS) (en.: World Catholic Association for Communication, it.: Associazione Cattolica Mondiale per la Comunicazione)  ist eine kirchliche Vereinigung von Gläubigen und Medienorganisationen in der römisch-katholischen Kirche.  Er wurde 2001 gegründet und vom Päpstlichen Rat für die Laien in deren Register aufgenommen. Zum Weltverband zählen 126 Organisationen aus 122 Ländern. Die Nichtregierungsorganisation hat einen Beraterstatus bei der UNESCO, im Europarat und dem Wirtschafts- und Sozialrat der UNO.

## Geschichte
Im Jahre 2001 schlossen sich die seit 1928 bestehende Internationale Katholische Kinofilm-Organisation (französisch Organisation Catholique Internationale du Cinéma, OCIC) und der Internationale Katholische Radio- und Fernsehverband (UNDA) zum Katholischen Weltverband für Kommunikation, auch unter dem Synonym SIGNIS bekannt, zusammen. SIGNIS arbeitet eng mit anderen christlichen Kommunikationsverbänden zusammen.

## Selbstverständnis
Der katholische Weltverband bemüht sich um politische Impulse auf dem Bereich der Kommunikation, er möchte den Dialog und die Kommunikation voranbringen und richtet sein Handeln auf die christlichen Werte aus. Er möchte Fragen zum Berufsethos einbringen und den interreligiösen Dialog fördern sowie die ökumenische Zusammenarbeit verstärken. Der Verband versteht seine Aufgaben darin den Beteiligten einen qualitativen und hohen Zugang zu den Medien zu ermöglichen. Hierzu führt er Weiterbildungsveranstaltungen, wissenschaftliche Konferenzen, Fachtagungen und Schulungen durch, die zur kritischen Lektüre und Beobachtung als auch zum Erwerb einer Medienkompetenz beitragen sollen.

## Organisation und Verbreitung
Zum Weltverband zählen 150 Verbände als Vollmitglieder und 76 assoziierte Mitglieder, die nationalen katholischen Bischofskonferenzen, die sich dem Weltverband angeschlossen haben, entsenden ihre Medienvertreter. Die 122 vertretenen Länder kommen aus Afrika, Asien, Europa, Mittlerer Osten, Nordamerika, Ozeanien und Südamerika. Seinen Hauptsitz hat er in Brüssel. In Rom wird ein Service-Büro betrieben.

### Arbeitsfelder
Die Aufgabenfelder unterteilen sich in die Bereiche Film (Kino), Radio, Fernsehen, Internet und Mediennutzung. Im Bereich des Films sind die entsandten Juryexperten willkommene und sachkundige Jurymitglieder sie werden nach Berlin, Cannes, Venedig, Las Palmas, Monte Carlo, Montreal, Quito, Montevideo, Kiew, Mar del Plata, La Habana, San Sebastian, Teheran und Hongkong zu den hochkarätigen Filmfestspielen eingeladen. Neben den technischen Hilfen beim Aufbau von Radiostationen unterstützt der Verband auch finanziell und organisatorisch, die Sachverständigen leisten auch redaktionelle Aufbauarbeit. Darüber hinaus führt SIGNIS Konferenzen, Fachtagungen zur Medienpädagogik und in Kooperation mit WACC Filmfestivals durch und tritt für den Kinder- und Jugendschutz ein.

### Organisation
Das Hauptorgan der SIGNIS ist die Generalversammlung mit der Delegiertenversammlung. Der Verwaltungsrat besteht aus dem Präsidenten, den Vizepräsidenten, dem Generalsekretär, dem Kirchlichen Assistenten, dem Finanzverwalter, einem Vertreter des Päpstlichen Rates für Soziale Kommunikationsmittel und die Vertreter von Afrika, Asien, Europa, Nordamerika, Lateinamerika und Ozeanien. Zu den Publikationen gehören das Magazin Signis Media, das Bulletin Signis Info und das Newsletter  Signis Web News.